# Équinoxe
Az Équinoxe (magyarul: Napéjegyenlőség) Jean-Michel Jarre negyedik nagylemeze. 1978-ban jelentette meg a Disques Dreyfus. A hatalmas sikert aratott album hangzása, hangszerelése hasonló az Oxygène-éhez.
Jarre fejlesztett a hangzásán: az albumon több dinamikus és ritmikus elemet használt, amelyek nagyrészt az egyéni berendezéseknek, és azok összeállítójának, Michel Geiss-nek köszönhetőek.
1979. július 14-én Párizsban a  Concorde téren hatalmas koncertet tartott. Több mint 1 millió embert vonzott az előadás, ezzel bekerült a Guinness rekordok könyvébe, mint a legnagyobb kültéri koncert.

## Számok
1. Équinoxe Part 1 – 2:25
2. Équinoxe Part 2 – 5:00
3. Équinoxe Part 3 – 5:09
4. Équinoxe Part 4 – 6:54
5. Équinoxe Part 5 – 3:47
6. Équinoxe Part 6 – 3:28
7. Équinoxe Part 7 – 7:06
8. Équinoxe Part 8 – 4:57

## Személyek
- Jean-Michel Jarre

Hangszerei: ARP 2600 szintetizátor, EMS Synthi AKS, VCS 3 szintetizátor, Yamaha CS60, Oberheim TVS-1A, RMI Harmonic szintetizátor, RMI Keyboard Computer, ELKA 707, Korg Polyphonic Ensemble 2000, Eminent 310U, Mellotron, ARP Sequencer, Oberheim Digital Sequencer, Matrisequencer 250, Rhythmicomputer (Korg MiniPops 7), EMS Vocoder